# Ohreaue
Koordinaten: 52° 37′ 39″ N, 10° 54′ 19″ O

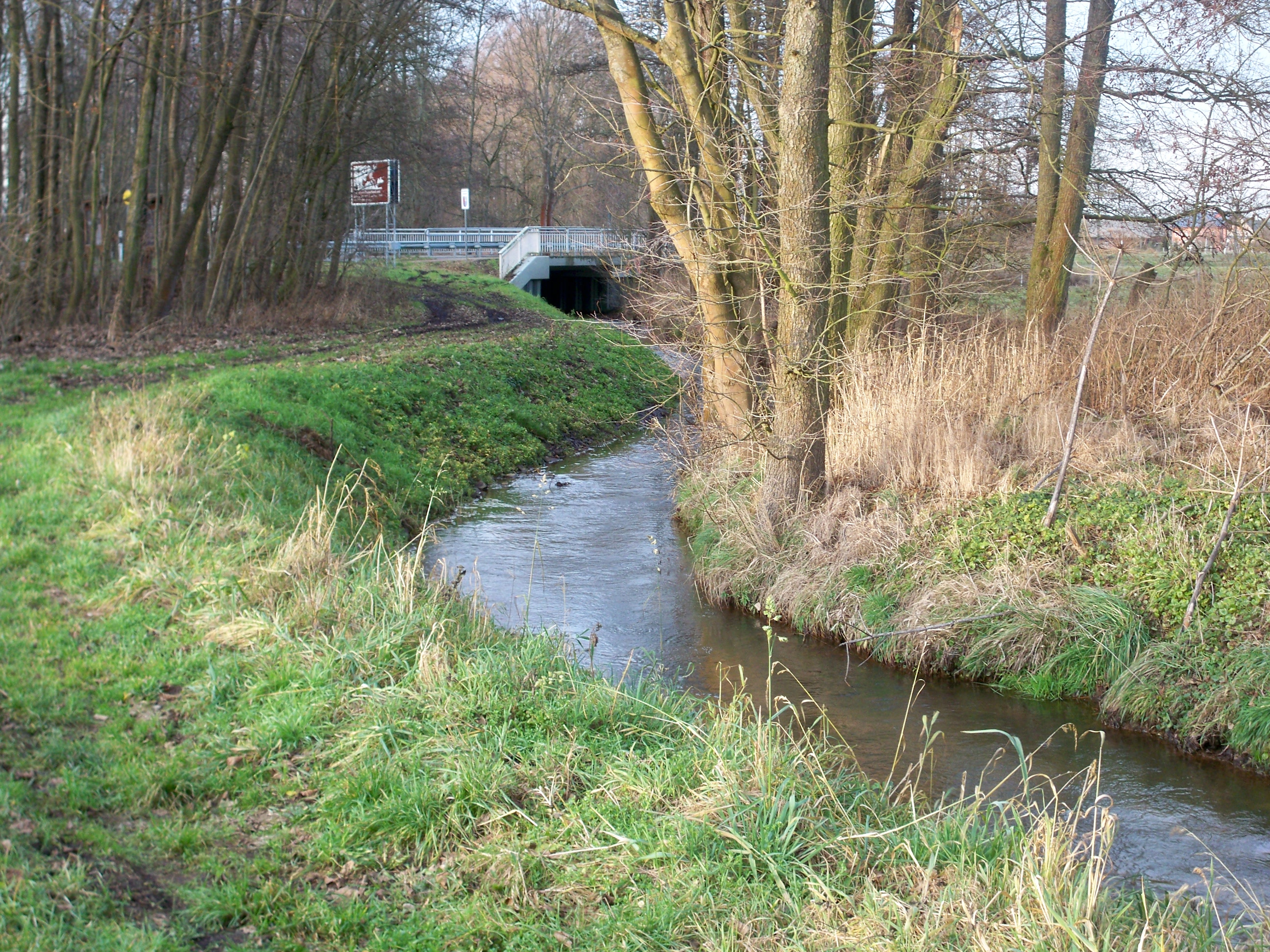
NSG Ohreaue (rechts) mit Straßenbrücke an ehemaliger innerdeutscher Grenze zwischen Hanum und Zasenbeck, links: NSG Mittlere Ohreaue

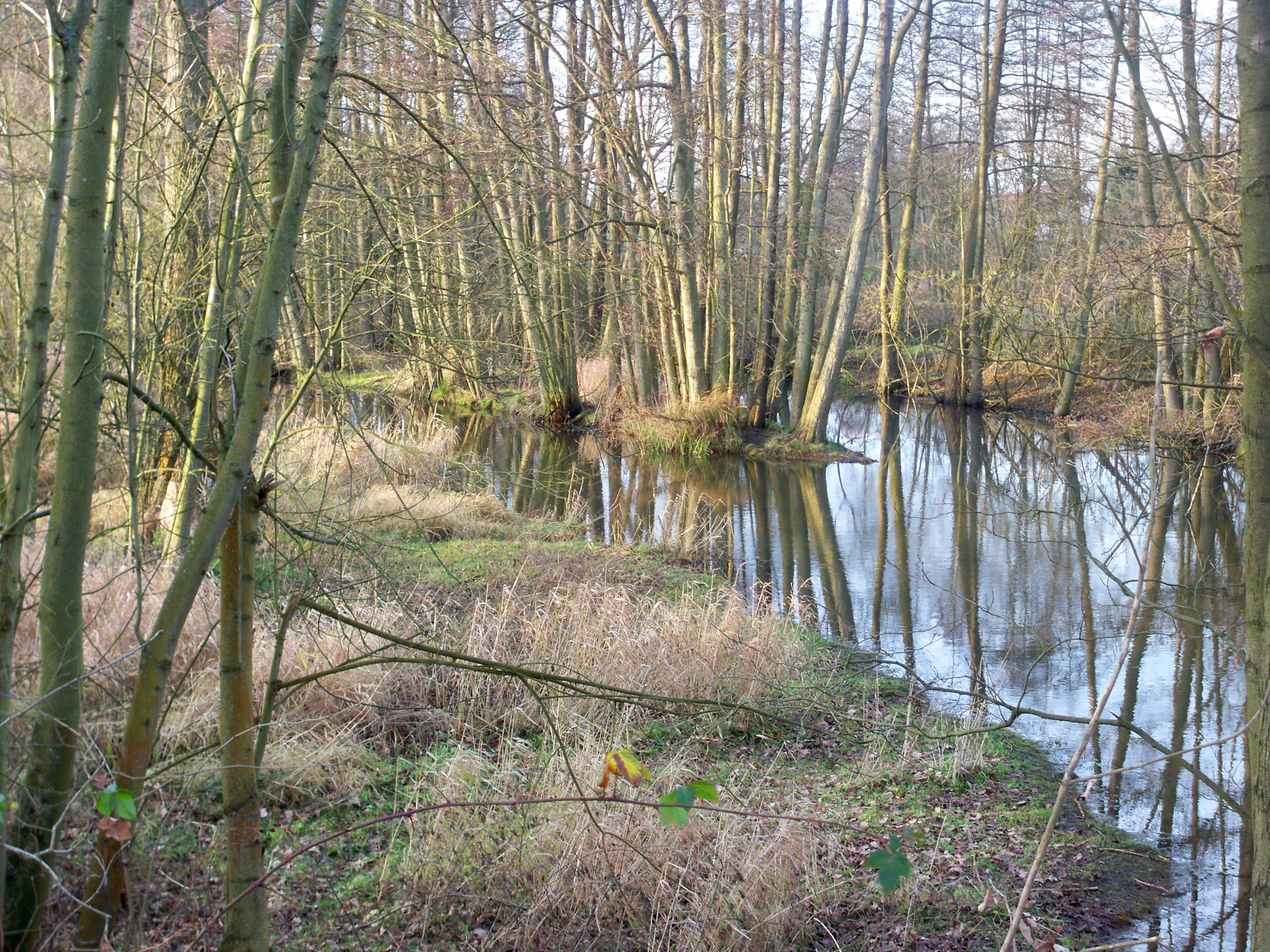
NSG Ohreaue (rechts) bei Wendischbrome, links: NSG Mittlere Ohreaue

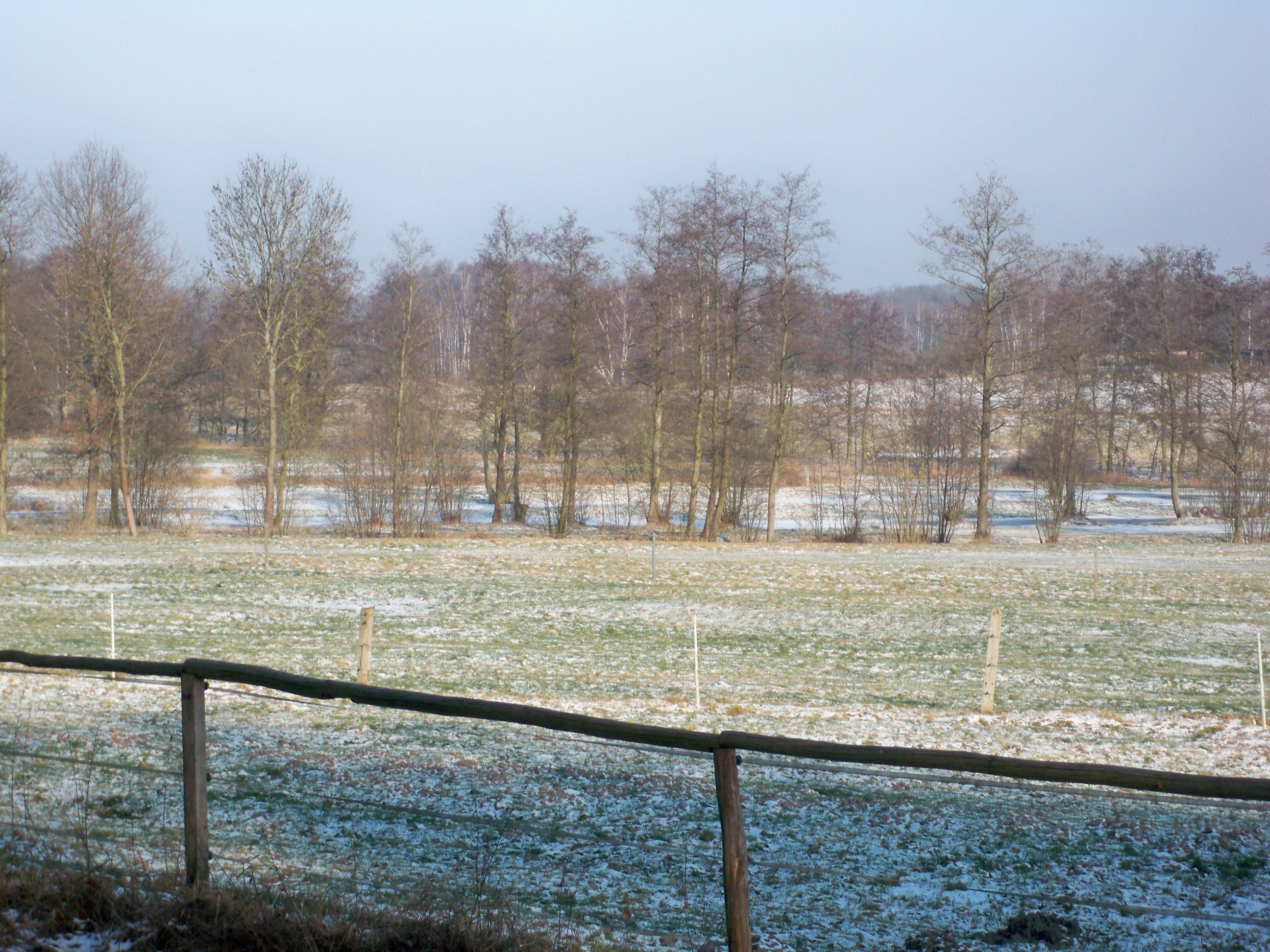
NSG Ohreaue bei Steimke

Das Naturschutzgebiet (NSG) Ohreaue liegt an der Westgrenze des Altmarkkreises Salzwedel in Sachsen-Anhalt. Es besteht aus zwei separaten Gebieten.

## Geographie
Das Naturschutzgebiet gehört zum Naturraum Lüneburger Heide-Wendland und liegt an der Grenze zu Niedersachsen auf dem Gebiet der Gemeinden Diesdorf und Jübar und der Stadt Klötze. Es umfasst 673 Hektar. Das nördliche Gebiet erstreckt sich von Waddekath bis Wendischbrome. Es ist in Nordwest-Südost-Richtung etwa 17 Kilometer lang und meist zwischen 50 und 100 Metern breit, ragt an mehreren Stellen aber nach Osten hinaus und grenzt im Westen an Niedersachsen. Das Gebiet besteht aus dem teils naturnahen, teils begradigten Lauf der Ohre und umliegenden Feuchtbiotopen. Die Landesgrenze mit dem weitgehend verlandeten Grenzgraben bildet die Westgrenze des Naturschutzgebietes. Das andere Gebiet liegt mehrere Kilometer entfernt zwischen Steimke und Böckwitz. Der niedersächsische Ort Brome liegt zwischen beiden Gebieten.  

## Geschichte
Das Gebiet wurde im Jahr 2000 als Naturschutzgebiet NSG 0195 ausgewiesen (Datum der Verordnung: 29. Juni 2000). Träger ist seither der Altmarkkreis Salzwedel.

## Ökologie, Flora und Fauna
Das NSG Ohreaue entspricht in seiner Ausdehnung dem FFH-Gebiet 275 „Ohreaue“. Neben dem Flusslauf gibt es unter anderem Auenwälder, feuchtes bis nasses Grünland, darunter Röhrichte und Großseggenrieden, aber auch einige feuchte Mischwälder, einen Erlen-Bruchwald südlich von Wendischbrome sowie einen mit Gehölzen bewachsenen Hochmoorrest im Norden des Gebietes. Im ehemaligen Grenzstreifen mit seinem Plattenweg kommt Sand-Trockenrasen vor. Das 2007 entstandene, niedersächsische NSG Mittlere Ohreaue schließt sich entlang der gesamten Westgrenze des nördlichen Gebietes an und bildet mit ihm und dem sich ebenfalls auf niedersächsischem Gebiet anschließenden NSG Ohreaue bei Altendorf und Brome faktisch eine Einheit als Teil des Grünen Bandes. Das NSG ist Teil des Netzes Natura 2000.  
Das Gebiet ist Lebens- und Nahrungsraum zahlreicher bedrohter Arten. Fischotter und Biber nutzen die Ohreaue bei ihren Wanderungen zwischen Ise, Drömling und Dumme. Zahlreiche Vogelarten wie Teichrohrsänger, Beutelmeise, Schlagschwirl und Braunkehlchen, aber auch Gebirgsstelze, Wachtel, Sperbergrasmücke und Ortolan brüten in dem Gebiet. An Fischarten finden sich Gründling, Schmerle sowie mehrere Stichlingsarten. In einem Graben östlich der Straße Wendischbrome–Nettgau hat die Verworrene Armleuchteralge (Tolypella intricata) ihr einziges Vorkommen in Sachsen-Anhalt. 
Die Fischerei, Jagd, forst- und landwirtschaftliche Nutzung sind eingeschränkt gestattet.